# Christopher Bathurst (3e vicomte Bledisloe)
Pour les articles homonymes, voir Bathurst.
Christopher Hiley Ludlow Bathurst, 3e vicomte de Bledisloe, (24 juin 1934 - 12 mai 2009) est un avocat et homme politique britannique.

## Biographie
Il est le fils de Benjamin Bathurst (2e vicomte Bledisloe). Il fait ses études au Collège d'Eton et au Trinity College, à Oxford. Il sert dans l'armée en tant que sous-lieutenant du 11th Hussars de 1954 à 1955 et est admis au barreau de Gray's Inn en 1959. En 1978, il devient un Conseiller de la reine (QC).
Il est l'un des pairs héréditaires élus par les autres pairs héréditaires pour siéger à la Chambre des lords, après la loi de 1999 sur la Chambre des Lords. Le siège de Bledisloe est Lydney Park, Gloucestershire, d'où la désignation territoriale de la pairie est prise. Il siège en tant que crossbencher.
Il épouse Elizabeth Mary Thompson en 1962. Ils ont deux fils et une fille et divorcent en 1986. Son fils aîné et successeur, Rupert Bathurst, 4e vicomte Bledisloe, est un portraitiste reconnu. Son fils, Otto Bathurst (en), est un réalisateur de films. Bledisloe est décédé le 12 mai 2009 .
Il est le président du St. Moritz Tobogganing Club (SMTC) également connu sous le nom de Cresta.